# インドステイト銀行
インドステイト銀行（英語：State Bank of India, 略称SBI）は、インドのインドマハーラーシュトラ州ムンバイに本拠を置く銀行。インドの市中銀行としては最大のものである。

## 沿革
- 1806年 - カルカッタ銀行 (英: Bank of Calcutta) が設立。1809年にベンガル銀行 (英: Bank of Bengal) に改名。
- 1840年 - ボンベイ銀行（Bank of Bombay）が設立。
- 1843年 - マドラス銀行（Bank of Madras）が設立。
- 1921年 - 上記三社が合併して、インド帝国銀行（Imperial Bank of India）を設立。本社はムンバイ。
- 1955年 - 国有化され、現行名に改名される。

## 概要
1806年にカルカッタ銀行として設立後、上記の通り再編合併を経て1955年に現在の姿となる。インド国内の銀行としては利益、資産、従業員数、支店数のいずれも最大規模となっている。国内の支店数は24,000店を超え、提携銀行も含めて国内のATM設置数は50,000台以上にのぼる。国外では35カ国約190営業所を展開し、インド連邦準備銀行による持株比率は60％におよぶ。インドの銀行口座のうち5分の1のシェアを誇っている。

## 関連銀行
SBIには5つの関連銀行がある。
- ビカナー＆ジャイプール州立銀行[2]。
- ハイデラバードステイトバンク
- マイソール州立銀行
- パティアラ州立銀行
- トラバンコア州立銀行
- サウラシュトラ州立銀行-2008年にSBIと合併。
- インドステイト銀行-2010年にSBIと合併。